# 戈尔利斯
戈尔利斯（西班牙語：Górliz）是西班牙巴斯克自治区比斯开省的一个市镇。总面积10平方公里，总人口4486人（2001年），人口密度449人/平方公里。